# HD 139233
HD 139233，又名CD-3810532，SAO 206826、HR 5805，是一颗恒星，视星等为6.57，位于銀經334.96，銀緯13.1，其B1900.0坐标为赤經15h 31m 58.1s，赤緯-38° 13.1′ 52″。